# Thymoites delicatulus
Thymoites delicatulus är en spindelart som först beskrevs av Claude Lévi 1959.  Thymoites delicatulus ingår i släktet Thymoites och familjen klotspindlar. Inga underarter finns listade i Catalogue of Life.